# Ammophila holosericea
Ammophila holosericea là một loài côn trùng cánh màng trong họ Sphecidae, thuộc chi Ammophila. Loài này được Fabricius miêu tả khoa học đầu tiên năm 1793.